# The Art of War (album Sabatonu)
The Art of War – czwarty album studyjny wydany przez szwedzki zespół Sabaton 30 maja 2008 roku.
Tytuł albumu nawiązuje do traktatu Sztuka wojenna, napisanego w VI wieku p.n.e. przez chińskiego generała Sun Zi, zaś każdy utwór nawiązuje w pewnym sensie do odpowiadającego jemu rozdziałowi: pierwsza kompozycja pierwszemu rozdziałowi, druga kompozycja drugiemu rozdziałowi itd. Do niektórych z utworów dochodzą również inspiracje bitwami z I i II wojny światowej, np. bitwa pod Wizną w 40:1, bitwa o Gallipoli w Cliffs of Gallipoli czy bitwa pod Kurskiem w Panzerkampf.

## Lista utworów
Opracowano na podstawie materiału źródłowego.
| Nr  | Tytuł                            | Inspiracja                                                                                                  | Czas |
| --- | -------------------------------- | --- | ---- |
| 1.  | "Sun Tzu Says"                   | Krótkie wprowadzenie do albumu zawierające cytaty z Sun Tzu                                                 | 0:24 |
| 2.  | "Ghost Division"                 | Niemiecka 7 Dywizja Pancerna podczas inwazji na Francję                                                     | 3:51 |
| 3.  | "The Art of War"                 | Sztuka wojenna, nawiązanie do trzeciego rozdziału książki Sun Tzu o tym samym tytule ("Strategia zaczepna") | 5:09 |
| 4.  | "40:1"                           | Bitwa pod Wizną                                                                                             | 4:11 |
| 5.  | "Unbreakable"                    | Piąty rozdział Sztuki wojennej ("Siła").                                                                    | 5:58 |
| 6.  | "The Nature of Warfare"          | Utwór instrumentalny, komentujący rozdział szósty ("Pustka i pełnia")                                       | 1:19 |
| 7.  | "Cliffs of Gallipoli"            | Bitwa o Gallipoli                                                                                           | 5:52 |
| 8.  | "Talvisota"                      | Wojna zimowa                                                                                                | 3:32 |
| 9.  | "Panzerkampf"                    | Bitwa na łuku kurskim                                                                                       | 5:16 |
| 10. | "Union (Slopes of St. Benedict)" | Bitwa o Monte Cassino                                                                                       | 4:05 |
| 11. | "The Price of a Mile"            | Bitwa pod Passchendaele                                                                                     | 5:56 |
| 12. | "Firestorm"                      | Naloty dywanowe; nawiązuje również do XII rozdziału Sztuki wojennej ("Atak ogniowy")                        | 3:26 |
| 13. | "A Secret"                       | | 0:38 |

Edycja Re-Armed (2010)
Na płycie, oprócz utworów z poprzedniego wydania, znalazły się również utwory bonusowe.
| Nr  | Tytuł                                                    | Inspiracja                         | Czas |
| --- | -------------------------------------------------------- | ---------------------------------- | ---- |
| 14. | "Swedish Pagans"                                         | Wikingowie                         | 4:13 |
| 15. | "Glorious Land"                                          | Żołnierze broniący swojej ojczyzny | 3:19 |
| 16. | "The Art of War" (Pre-production demos)                  | Sztuka wojenna                     | 4:48 |
| 17. | "Swedish National Anthem" (Live at Sweden Rock Festival) | Hymn Szwecji                       | 2:34 |

## Twórcy
Opracowano na podstawie materiału źródłowego.
| Zespół Sabaton w składzie - Joakim Brodén – wokal prowadzący - Rickard Sundén – gitara - Oskar Montelius – gitara - Pär Sundström – gitara basowa - Daniel Mullback – perkusja - Daniel Mÿhr – instrumenty klawiszowe | Dodatkowi muzycy - Thomas Nyström – wokal wspierający - Åsa Österlund – wokal wspierający - Hjalle Östman – wokal wspierający - Marie-Louise Strömqvist – wokal wspierający - Calle Sandlund – instrumenty klawiszowe - Christian Ericsson – wokal wspierający - Hannele Junkala – wokal wspierający - Björn Lundqvist – wokal wspierający - Mia Mullback – wokal wspierający | Inni - Tommy Tägtgren – produkcja muzyczna, realizacja nagrań, miksowanie - Peter Tägtgren – produkcja muzyczna, realizacja nagrań, miksowanie - Erik Broheden – mastering - Jobert Mello – oprawa graficzna - Micke Asplund – zdjęcia - Krister Lindholm – zdjęcia |

## Listy sprzedaży
| Lista             | Kraj    | Pozycja |
| ----------------- | ------- | ------- |
| Sverigetopplistan | Szwecja | 5       |